# Perilampsis umbrina
Perilampsis umbrina är en tvåvingeart som beskrevs av Munro 1939. Perilampsis umbrina ingår i släktet Perilampsis och familjen borrflugor. Inga underarter finns listade i Catalogue of Life.